# Walter Häusler
Walter Häusler (geb. 25. November 1912 in Lublitz, Oberschlesien; gest. 3. April 2004 in Göttingen) war ein deutscher Sportwissenschaftler. Er war der erste Professor für Sporterziehung in Niedersachsen (1954) und der erste Sportwissenschaftler, der zum Rektor einer Hochschule in Deutschland (außer der Sporthochschule) gewählt wurde (1966–1967).

## Leben
Nach dem Abitur in Steinau/Oder studierte Häusler an der Universität Breslau Leibesübungen, Mathematik und Geographie für das Höhere Lehramt. Er war zudem in der Leichtathletik als Hochspringer aktiv. Nach dem 1. Staatsexamen 1937 absolvierte er sein Referendariat in Bad Warmbrunn, Hirschberg, Berlin (Reichsakademie für Leibesübungen) und Breslau. Am 24. Mai 1937 beantragte er die Aufnahme in die NSDAP und wurde rückwirkend zum 1. Mai desselben Jahres aufgenommen (Mitgliedsnummer 5.008.947). Nach dem Examen wurde er 1939 als Assistent am Institut für Leibesübungen bei Bruno Saurbier übernommen. Von 1941 bis 1945 absolvierte er den Kriegsdienst bei der Marine als Lehroffizier. Nach Kriegsende übte er einzelne Berufe außerhalb des Öffentlichen Dienstes aus, ehe er 1947 entnazifiziert wurde und seine wissenschaftliche Laufbahn als Assistent am Institut für Leibesübungen in Kiel bei Karl Feige (ebenfalls entnazifizierter Marineangehöriger) von 1947 bis 1952 fortsetzen konnte. Parallel absolvierte er ein Aufbaustudium in Anthropologie, Psychologie und Physiologie, das er mit der Promotion zum Dr. rer. pol. (Diss.: Die Eignung zu leichtathletischen Übungen – eine anthropologische Studie mit einem psychologischen Ausblick) abschloss.
1952/53 war er Studienrat im Schuldienst in Kiel, ehe er 1953 als Dozent an die Pädagogische Hochschule Flensburg berufen wurde. 1954 wurde er als außerordentlicher Professor an die Pädagogische Hochschule Göttingen berufen und 1970 zum ordentlichen Professor höher gestuft. Dies war die erste Professur für Sportwissenschaft  („Sporterziehung“) in Niedersachsen und -nach Friedrich Fetz (Frankfurt 1968) und Ommo Grupe (Tübingen 1968)- eine der ersten Ordinarien in Deutschland. Von 1954 bis 1975 leitete Häusler die zentralen Lehrgänge für Realschullehrer im Fach Sport in Niedersachsen. Parallel hierzu war er Honorar-Bundestrainer für Hochsprung der Männer im DLV.
1965 und 1968 war er Prorektor der PH Göttingen, von 1966/67 Rektor. 1969 bis 1973 war er Vorsitzender, dann Mitglied der Fachbereichskommission Sport des Gründungssenats der Universität Bremen. Seine Lehrbögen für Leibesübungen. dann Lehrbögen für Sport und Spiel. sind die erfolgreichste Serie der Fachdidaktik mit über 300 Lehrbögen über 25 Jahre (1960–1985). Er wurde 1978 emeritiert, setzte aber seine Lehrbögen fort. 2016 wurde er in das Ehrenportal des niedersächsischen Sports aufgenommen.